# Prudêncio Giraldes
Prudêncio Giraldes Tavares da Veiga Cabral nascido em Cuiabá, 22 de Abril de 1800 e falecido em São Paulo em 09 de Janeiro de 1862, foi um magistrado, professor e escritor brasileiro.

## Biografia
Prudêncio Giraldes Tavares Cabral Prudêncio Giraldes Tavares da Veiga Cabral, nasceu em Cuiabá, 22 de Abril de 1800 e faleceu em São Paulo em 09 de Janeiro de 1862, filho de Joaquim Giraldes Tavares da Veiga Cabral e de D. Ana Teresa de Jesus Tavares.
Patrono da Cadeira 10 da Academia Mato-Grossense de Letras.
Formou-se em Direito na Universidade de Coimbra sendo o primeiro mato-grossense formado nesta Universidade, entretanto de acordo com Carlos Moura foi apenas o quinto, embora o mais famoso dos mato-grossenses que cursaram nesta Universidade até o Século XIX. Tendo concluído o curso, regressou ao Brasil em 1822 e exerceu a função de Juiz de fora da Vila do Rio Grande do Sul, ouvidor da Comarca do Ceará, auditor Geral do Exército estacionado na Província de Cisplatina e Desembargador da relação do Maranhão. Foi ainda lente da cadeira de Direito Civil Pátrio da Faculdade de Direito de São Paulo e por duas vezes diretor desta instituição. E por decreto de 16 de Setembro de 1834 foi-lhe conferido o título de Doutor. Foi sócio do IHGB - Instituto Histórico e Geográfico Brasileiro, membro do Conselho do Imperador e Comendador da Ordem de Cristo.

## Obras
- 1833 - Análise dos direitos naturais do homem inculto e selvagem, deduzidos do mesmo direito que rege toda a natureza criada, de que ele é parte. Rio de Janeiro.[6]
- 1855 - Memória Histórica Acadêmica sobre os acontecimentos mais notáveis da Faculdade das ciências sociais e Jurídicas. São Paulo.[7]
- 1859 - Direito administrativo Brasileiro, compreendendo os projetos de reforma das administrações provinciais e municipais e as instituições que o progresso da civilização reclama. Rio de Janeiro.[8]

## Ligações Externas
- CABRAL (Prudêncio Giraldes Tavares da Veiga)[ligação inativa]